# Reckoning Night
Reckoning Night — четвёртый студийный альбом финской пауэр-метал-группы Sonata Arctica, был выпущен в 2004 году.
Запись Reckoning Night проходила в Tico Tico Studio в марте, апреле и июне 2004 года. Этот альбом стоит особняком от остальных, являясь переходным от классического звучания группы к современному. В частности в альбоме использована более прогрессивная подкладка из рок-органа, приглушённый вокал с хорусом, что оставляет впечатление концептуального звучания, характерного для рок-оперных альбомов.

## Список композиций
| №   | Название                                 | Автор           | Длительность |
| --- | ---------------------------------------- | --------------- | ------------ |
| 1.  | «Misplaced»                              | Тони Какко      | 4:42         |
| 2.  | «Blinded No More»                        | Тони Какко      | 5:33         |
| 3.  | «Ain’t Your Fairytale»                   | Тони Какко      | 5:26         |
| 4.  | «Reckoning Day, Reckoning Night…»        | Тони Какко      | 3:21         |
| 5.  | «Don’t Say A Word»                       | Тони Какко      | 5:49         |
| 6.  | «The Boy Who Wanted to Be a Real Puppet» | Тони Какко      | 4:44         |
| 7.  | «My Selene»                              | Яни Лииматайнен | 5:28         |
| 8.  | «Wildfire»                               | Тони Какко      | 4:36         |
| 9.  | «White Pearl, Black Oceans…»             | Тони Какко      | 8:47         |
| 10. | «Shamandalie»                            | Тони Какко      | 4:04         |
| 11. | «Wrecking the Sphere»                    | Тони Какко      | 7:02         |
| 12. | «Jam»                                    | Тони Какко      | 2:51         |

Скрытый трек «Jam» присутствует на всех альбомах, но его часто путают с бонусной песней «Wrecking the Sphere» с японской и корейской версий альбома. «Jam» — это акустический джем-сейшен, и он гораздо короче чем «Wrecking the Sphere», который является обычной песней.

## Участники записи
- Тони Какко (фин. Tony Kakko) — вокал, клавишные
- Яни Лииматайнен (фин. Jani Liimatainen) — гитара
- Хенрик Клингенберг (фин. Henrik Klingenberg) — клавишные
- Марко Паасикоски (фин. Marko Paasikoski) — бас-гитара
- Томми Портимо (фин. Tommy Portimo) — ударные
- Nik Van-Eckmann — мужской голос в песнях «Don’t Say a Word», «White Pearl, Black Oceans…» и «Wildfire»